# Universidade do Estado do Rio de Janeiro

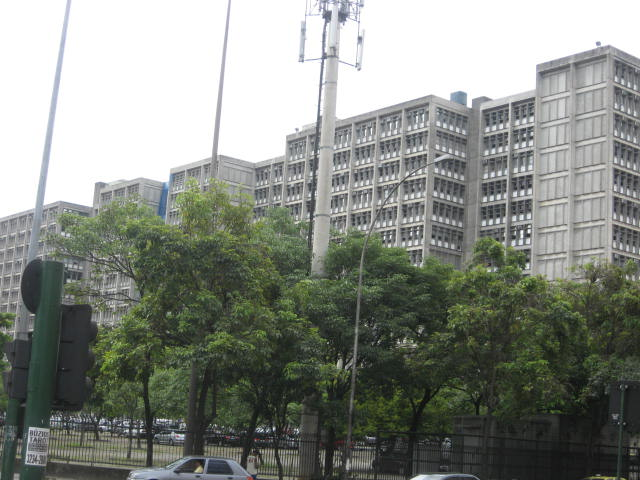
Campus Maracanã

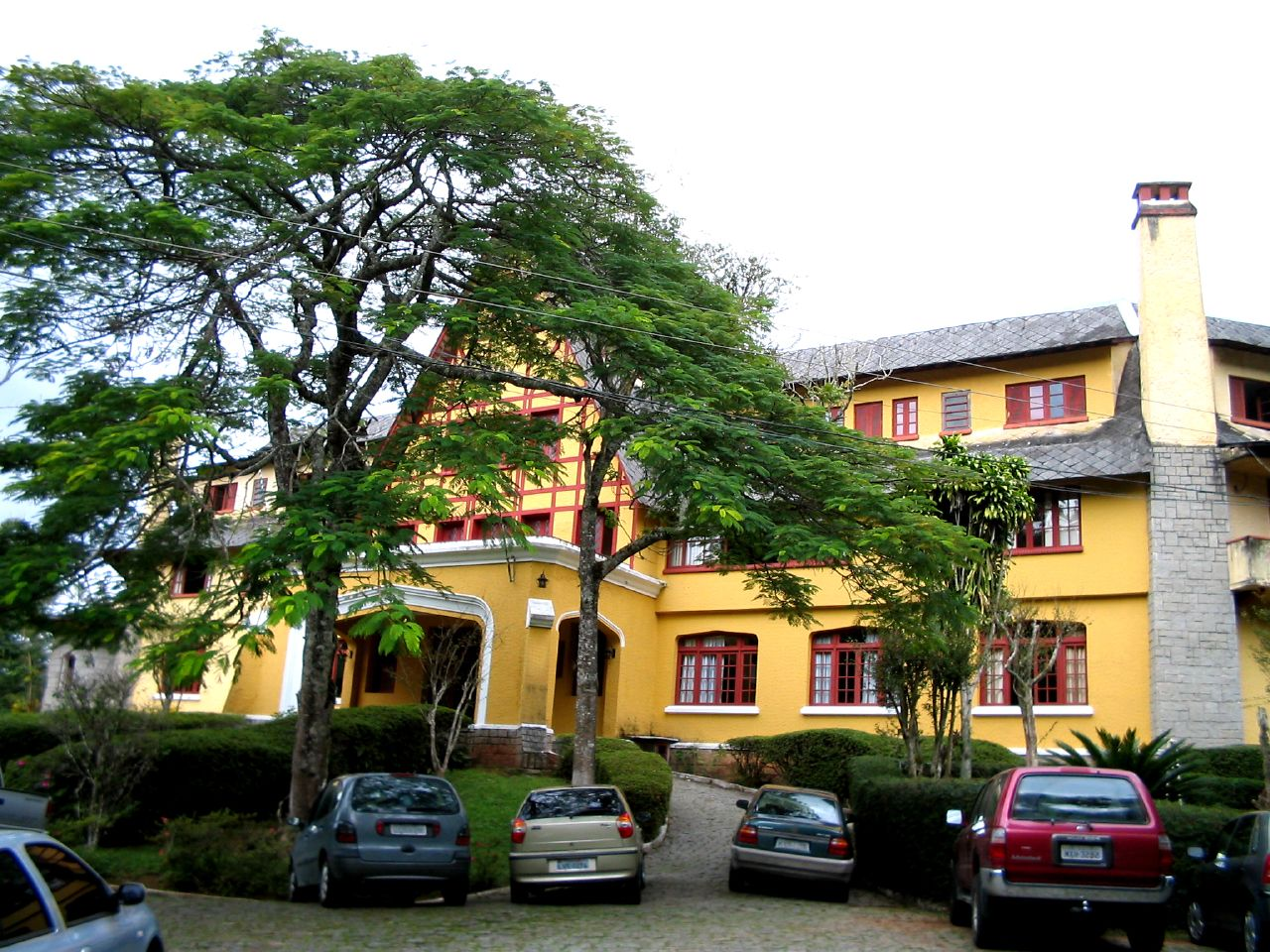
Campus Novo Friburgo

Die Universidade do Estado do Rio de Janeiro (UERJ, deutsch: Universität des Staates Rio de Janeiro, ehemals Universidade do Estado da Guanabara) ist eine staatliche Universität im Bundesstaat Rio de Janeiro in Brasilien. Die Landesuniversität verteilt sich auf mehrere Städte im Bundesstaat.
Um sie von der ebenfalls in Rio de Janeiro ansässigen Bundesuniversität UFRJ Universidade Federal zu unterscheiden, wird sie gelegentlich auch als Universidade Estadual do Rio de Janeiro bezeichnet. Ihr Ranking liegt im Universitätenvergleich bei 1000.
Universitätsrektor ist seit 2015 der Mediziner Ruy Garcia Marques.

## Campus
Der Hauptsitz mit dem Campus: Francisco Negrão de Lima befindet sich im nördlichen Ortsteil Maracanã, in Nova Friburgo das Instituto Politécnico do Rio de Janeiro, in São Gonçalo die Faculdade de Formação de Professores (FFP), in Resende die 1993 gegründete Faculdade de Tecnologia, in Teresópolis die 2010 gegründete Faculdade de Turismo, 2015 kam in Petrópolis die Faculdade de Arquitetura e Urbanismo hinzu.